# I’m Real (Lied)
I’m Real (englisch für „Ich bin echt“) ist der Titel zweier Lieder der US-amerikanischen Sängerin Jennifer Lopez. Eines erschien auf ihrem zweiten Musikalbum J.Lo (2001) und das andere Lied I’m Real (Murder Remix), in Zusammenarbeit mit dem amerikanischen Rapper Ja Rule erschien auf Lopez’ Remixalbum J to tha L-O!: The Remixes (2002) sowie auf Ja Rules drittem Album Pain Is Love (2001). I’m Real (Murder Remix) erreichte am 8. September 2001 für fünf Wochen Platz eins der amerikanischen Billboard Hot 100. Nach dem kleinen Erfolg der Single Play wollte J.Lo beim Lied I’m Real mit Ja Rule zusammenarbeiten, damit das Lied in den Charts erfolgreicher wird. Die Sängerin Ashanti fungiert beim Murder Remix als Backgroundsängerin. Beide Lieder sind verschiedene Lieder mit demselben Titel.

## Musikvideo
Im Musikvideo zu I’m Real fährt Lopez mit einem Motorrad über die Straßen. Es gibt auch einen Cameo-Auftritt vom Model Travis Fimmel und von Cris Judd, der im Musikvideo tanzt. Das Musikvideo zum Murder Remix von I’m Real zeigt zusätzlich Ja Rule und Irv Gotti. Jennifer Lopez sang das Lied bei den MTV Video Music Awards 2001 und gewann den Preis Best Hip-Hop Video bei den MTV Video Music Awards 2002.

## Kontroverse
Neben dem Erfolg von I’m Real gab es auch Kontroverse, zum Beispiel über das Sample und die Struktur des Liedes. Das Lied enthält ein Sample von Yellow Magic Orchestras 1978er Hit Firecracker, und die Remixversion samplet Mary Jane Girls 1983er Hit All Night Long und leiht sich die Melodie von Rick James’ Mary Jane. Es gab auch Gerüchte, dass das Firecracker-Sample ursprünglich für Mariah Careys Nummer-zwei-Hit Loverboy gedacht war. Laut einem Musiker von Firecracker fragte Carey nach einer Lizenz, um das Sample des Liedes zu nutzen, Monate zuvor tat J. Lopez bereits dasselbe. Carey hatte den Gedanken, dass ihr ehemaliger Ehemann und Chef von Sony Music (Columbia Records), Tommy Mottola, daran interessiert sei, Careys Karriere zu behindern, in dem er das Sample Jennifer Lopez persönlich überreichte.
Wegen Lopez und ihrem Ex-Mann referenzierte Carey das Lied in ihrer Single Loverboy, ihre erste Single, die sie bei ihrer neuen Plattenfirma Virgin Records veröffentlichte. Die Zeilen hört man in Da Brats Rapvers, wo Carey singt: „Hate on me, much as you want to, you can't do what the fuck I do, bitches be, emulating me daily“ über die Melodie von Firecracker. Das Wort „bitch“ wurde im Lied benutzt, aber als das Lied im Radio gespielt wurde, wurde das Wort gelöscht.
Irv Gotti, der die Remixversion von I’m Real feat. Ja Rule produzierte, gab in einem Interview mit dem XXL-Magazin bekannt, dass Mottola ihn kontaktierte und darum bat, ein Lied zu produzieren, das sich genauso anhört wie ein Lied aus Mariah Careys Album Glitter, mit dem Titel If We, an dem auch Ja Rule als Gastrapper mitwirkt.
Des Weiteren kritisierten Kritiker und die afroamerikanische Bevölkerung, dass Lopez im Murder Remix das Wort nigga singt.

## Kommerzieller Erfolg

### Chartplatzierungen
I’m Real debütierte in den USA am 7. Juli 2001 auf Platz 66 in den Billboard Hot 100. Aufgrund der starken Radioeinsätze erreichte das Lied schon nach seiner vierten Woche die Top 20. Am 8. September 2001 erreichte das Lied in den USA Platz eins und löste Alicia Keys Fallin’ von der Spitze ab. I’m Real verbrachte die nächsten drei Wochen auf Platz eins. Danach erreichte Keys Fallin’ wieder drei Wochen Platz eins, währenddessen verbrachte I’m Real drei Wochen auf Platz zwei und anschließend noch einmal zwei Wochen auf Platz eins. I’m Real (Murder Remix) wurde sehr oft vom Contemporary R&B/Hip-Hop- und Pop-Radio im Sommer und Winter 2001 gespielt. Insgesamt verbrachte das Lied 15 Wochen in den amerikanischen Top Five. Im Jahr 2009 wurde das Lied von Billboard als die 30.-erfolgreichste Single der 2000er-Dekade ausgezeichnet.
| ChartsChartplatzierungen       | Höchstplatzierung | Wochen |
| ------------------------------ | ----------------- | ------ |
| Deutschland (GfK)              | 11 (17 Wo.)       | 17     |
| Österreich (Ö3)                | 25 (15 Wo.)       | 15     |
| Schweiz (IFPI)                 | 6 (24 Wo.)        | 24     |
| Vereinigte Staaten (Billboard) | 1 (31 Wo.)        | 31     |
| Vereinigtes Königreich (OCC)   | 4 (15 Wo.)        | 15     |

| ChartsJahrescharts (2001)      | Platzierung |
| ------------------------------ | ----------- |
| Schweiz (IFPI)                 | 57          |
| Vereinigte Staaten (Billboard) | 5           |

| ChartsJahrescharts (2002) | Platzierung |
| ------------------------- | ----------- |
| Schweiz (IFPI)            | 53          |

| ChartsJahrescharts (2000–2009) | Platzierung |
| ------------------------------ | ----------- |
| Vereinigte Staaten (Billboard) | 30          |

### Auszeichnungen für Musikverkäufe
| Land/Region                  | Auszeichnungen für Musikverkäufe (Land/Region, Auszeichnung, Verkäufe) | Verkäufe |
| ---------------------------- | ---------------------------------------------------------------------- | -------- |
| Australien (ARIA)            | 3× Platin                                                              | 210.000  |
| Belgien (BRMA)               | Gold                                                                   | 25.000   |
| Frankreich (SNEP)            | Silber                                                                 | 125.000  |
| Neuseeland (RMNZ)            | Platin                                                                 | 30.000   |
| Vereinigtes Königreich (BPI) | Gold                                                                   | 400.000  |
| Insgesamt                    | 1× Silber · 2× Gold · 4× Platin ·                                      | 790.000  |

Hauptartikel: Jennifer Lopez/Auszeichnungen für Musikverkäufe